# Constantin August Osbeck
Constantin August Osbeck, född 21 maj 1808 i Vadstena, död 1 januari 1871 i Uppsala, var en svensk militär och gymnastiklärare.
Constantin August Osbeck var son till Carl Gustaf Osbeck. Efter skolstudier i Stockholm blev han volontär vid Västmanlands regemente och löjtnant där 1833. 1854 erhöll han majors avsked. Redan i mitten av 1820-talet kom Osbeck i förbindelse med Pehr Henrik Ling, som 1826–1830 använde honom som sin vikarie för gymnastiklärartjänsten vid Allmänna barnhuset i Stockholm. 1829–1850 var Osbeck lärare vid Gymnastiska Centralinstitutet. 1850 blev han fäktmästare vid Uppsala universitet och 1852 gymnastiklärare också vid katedralskolan, befattningar han innehade till sin död. 